# Ghosts : Fantômes à la maison
Pour les articles homonymes, voir Ghosts.
Ghosts : Fantômes à la maison (Ghosts) est une série télévisée américaine développée par Joe Port et Joe Wiseman d'après la série britannique, et diffusée depuis le 7 octobre 2021 sur le réseau CBS et en simultané sur le réseau Global au Canada.
En France, elle est diffusée depuis octobre 2024 sur TFX, et au Québec depuis le 9 janvier 2025 sur Séries Plus.

## Synopsis
Samantha (« Sam ») et Jay Arondekar, un couple de New-Yorkais, héritent d'une belle maison de campagne de Sophie Woodstone, la grand-tante de Sam. Après une expérience de mort imminente, Sam découvre que la maison est remplie de fantômes de différentes époques de l'histoire américaine et qu'elle peut communiquer avec eux.

## Distribution

### Acteurs principaux
Vivants
- Rose McIver (VF : Karine Foviau) : Samantha « Sam » Arondekar, une journaliste indépendante ayant la capacité de voir, d'entendre et d'interagir avec les fantômes. Elle est basée sur le personnage d'Alison Cooper dans la série britannique originale.
- Utkarsh Ambudkar (VF : Eilias Changuel) : Jay Arondekar, le mari de Samantha est un Chef avec de nombreux intérêts tels que les bandes dessinées, les films de science-fiction, les jeux vidéo et Donjons et Dragons. Il est vaguement basé sur le personnage de Mike Cooper dans la série britannique originale.

Fantômes
- Devan Chandler Long (en) (VF : Serge Biavan) : Thorfinn « Thor », un Viking ayant la capacité de manipuler l'électricité. Il est mort frappé par la foudre. Il est vaguement basé sur Robin l'homme des cavernes dans la série britannique originale.
- Román Zaragoza (VF : Fabrice Fara) : Sasappis « Sass », un Lenape pouvant influencer les pensées des vivants en interagissant avec eux en tant que personnages de leurs rêves.
- Brandon Scott Jones (VF : Olivier Chauvel) : Capitaine Isaac Higgintoot, un officier de l'armée continentale répandant une odeur nauséabonde que les vivants peuvent sentir s'il les traverse. Il est mort de la dysenterie. Il est vaguement basé sur le capitaine de la série britannique originale, tandis que son pouvoir fantôme est similaire à celui de Mary Guppy, la victime du procès des sorcières.
- Rebecca Wisocky (VF : Véronique Borgias) : Henrietta « Hetty » Woodstone, l'arrière-arrière-arrière-grand-tante de Sam et la fille du propriétaire d'origine du manoir. Elle s'est étranglée à mort en 1895 à l'aide d'un cordon téléphonique pour éviter d'être arrêtée pour les crimes de son mari. Elle est basée sur Lady Fanny Button dans la série britannique originale.
  - Alice Manning : Hetty jeune
- Danielle Pinnock (VF : Fily Keita) : Alberta Haynes, une chanteuse de l'ère de la Prohibition dont le fredonnement peut être entendu par les vivants. Elle a été assassinée en buvant de l'alcool enrichi de strychnine.
- Sheila Carrasco (en) (VF : Marie Chevalot) : Marie-Jeanne (Susan « Flower » Montero en VO), une hippie qui peut plonger une personne vivante dans un état hallucinogène si elle la traverse. Elle a été tuée par un ours qu'elle avait tenté de serrer dans ses bras alors qu'elle était sous l'influence de drogues. Son caractère la rapproche de Kitty Higham de l'original britannique, bien que leurs origines soit différentes (Kitty étant une aristocrate).
- Richie Moriarty (VF : Jérémy Prévost) : Peter « Pete » Martino, un chef Scout. Il est le seul fantôme du groupe principal qui peut quitter la propriété et aller où il veut, mais s'il reste trop longtemps loin de la propriété, il commence à disparaître. Il est décédé en 1985 lorsqu'un de ses scouts lui a accidentellement tiré une flèche dans le cou. Il est basé sur Pat Butcher dans la série britannique originale.
- Asher Grodman (en) (VF : Julien Allouf) : Trevor Lefkowitz, un agent de change capable d'interagir physiquement avec le monde corporel dans une mesure limitée, généralement avec un seul index, s'il se concentre suffisamment. Il est mort en 2000 d'une crise cardiaque causée par une overdose. Il est vaguement basé sur Julian Fawcett MP dans la série britannique originale.
  - Sam Ashe Arnold : Trevor jeune

### Acteurs récurrents
Vivants
- Tristan D. Lalla (VF : Raphaël Cohen) : Mark, un ouvrier du bâtiment impliqué dans la rénovation du Manoir Woodstone
- Rodrigo Fernandez-Stoll (en) (VF : Laurent Morteau) : Todd Pearlman, un fan obsessionnel d'Alberta
- Punam Patel (VF : Laura Préjean) : Bela, la sœur de Jay
- Mark Linn-Baker (VF : Michel Dodane) et Kathryn Greenwood (VF : Elisabeth Fargeot) : Henry et Margaret Farnsby, les voisins de Sam et Jay, propriétaires d'un B&B rival, qui promettent de soutenir leurs demandes de permis pour leurs rénovations. Leur maison est également hantée par différents fantômes
- Punkie Johnson (en) et Carolyn Taylor (en) : June et Ally, les voisines de Sam et Jay qui dirigent une ferme biologique
- Mike Lane : Freddy, le livreur embauché comme assistant au B&B (saison 2)

Fantômes
- Hudson Thames (saison 1) et Alex Boniello (en) (depuis la saison 2) : la tête de Crash, un fantôme des années 1950 qui a été décapité. Son corps est joué par Matt Keyes
- Les fantômes des victimes du choléra (également appelés fantômes du sous-sol) : un nombre indéterminé de fantômes morts lors d'une épidémie de choléra au XIXe siècle et dont les corps ont été enterrés ensemble dans une fosse. Ils peuvent monter à l'étage s'ils le souhaitent mais leurs apparences maladives dérangent les fantômes de l'étage, ils passent donc tout leur temps au sous-sol. Ils sont basés sur les victimes de la peste de la version britannique.
- Betsy Sodaro (en) (VF : Céline Ronté) : Nancy, une native d'Albany qui passe la plupart de son temps à réprimander ses camarades et à réfléchir à des moyens de déménager définitivement à l'étage.
- Stuart Fink (VF : Jerome Wiggins) : Stuart
- Arthur Holden : Dirk
- Cody Crain (VF : Michaël Aragones) : Cody
- Nigel Downer (en) : Nigel
- Cat Lemieux (VF : Agnès Cirasse) : Catherine
- Tyler Alvarez : Ralph
- John Hartman (VF : Benjamin Bollen) : Nigel Chessum, accidentellement tué d'une balle par Isaac.
- Chad Andrews (saison 1) et Steven Yaffee (VF : Michaël Aragones) (depuis la saison 3) : Baxter, le second de Nigel qui joue du fifre.
- Christian Daoust : Jenkins
- Odessa A'zion (VF : Marie Tirmont) : Stephanie, une lycéenne qui a été assassinée le soir de son bal de fin d'année par un tueur à la tronçonneuse en 1987. Elle dort dans le grenier et se réveille le jour de son bal de fin d'année chaque année.
- Crystle Lightning (VF : Caroline Klaus) : Shiki, une Lenape pour qui Sasappis avait le béguin lorsqu'il était vivant. Elle est liée au terrain occupé par le bureau d'édition du magazine Ulster County Review pour lequel travaille Sam.
- Lindsey Broad (en) : Judy, la mère décédée d'Henry Farnsby, qui hante désormais leur maison.
- Christian Jadah (VF : Guillaume Desmarchelier) : Bjorn, le fils de Thorfinn qui hante la propriété des Farnsby.
  - Louis Labonville : Bjorn jeune
- Nichole Bloom (VF : Edwige Lemoine) : Jessica (saison 2), un fantôme ivre, décédée dans un accident de voiture alors qu'elle conduisait sous l'influence de l'alcool et qui est désormais lié à son ancienne voiture.
- Caroline Aaron (VF : Michelle Bardollet) : Carol, l'ex-femme de Pete. Elle devient un nouveau fantôme sur la propriété Woodstone après s'être mortellement étouffée avec un beignet.
  - Tara Spencer-Nairn (en) : Carol jeune
- Mary Holland (VF : Myrtille Bakouche) : Patience (saison 4), un fantôme puritain mentalement instable. En raison de son état mental, elle crie souvent son propre nom lorsqu'elle ressent des émotions intenses. Elle peut aussi faire saigner les murs et écrire de courts messages avec le sang.

 Source et légende : version française (VF) sur RS Doublage

## Fiche technique

### Production
Le 20 février 2025, la série est renouvelée pour une cinquième et sixième saison.

### Tournage
La série est tournée à Montréal, au Québec.

## Épisodes

### Première saison (2021-2022)
Composée de 18 épisodes, elle a été diffusée entre le 7 octobre 2021 et le 21 avril 2022.
1. L'Héritage (Pilot)
2. Y'a quelqu'un ?!… (Hello!)
3. Des funérailles vikings (Viking Funeral)
4. Un dîner d'enfer (Dinner Party)
5. Halloween (Halloween)
6. La Femme de Pete (Pete's Wife)
7. L'Article sur Marie-Jeanne (Flower's Article)
8. Jeu de rôle (D&D)
9. Le Fan d'Alberta (Alberta's Fan)
10. Hetty, sors de ce corps ! (Possession)
11. La Maman de Sam (Sam's Mom)
12. La Sœur de Jay (Jay's Sister)
13. La Chambre forte (The Vault)
14. Auteur fantôme (Ghostwriter)
15. Thorapie (Thorapy)
16. Le Pantalon de Trevor (Trevor's Pants)
17. La Fille du grenier (Attic Girl)
18. Il n'en restera qu'un ! (Farnsby & B)

### Deuxième saison (2022-2023)
Composée de 22 épisodes, elle a été diffusée entre le 29 septembre 2022 et le 11 mai 2023.
1. Les Espions (Spies)
2. Le Podcast d'Alberta (Alberta's Podcast)
3. Les Nouveaux amis de Jay (Jay's Friends)
4. L'Arbre de l'amitié (The Tree)
5. Halloween 2 : La Fantôme du passé de Hetty (Halloween 2: The Ghost of Hetty's Past)
6. Bébé Bjorn (The Baby Bjorn)
7. Morts débiles (Dumb Deaths)
8. La Dégustation (The Liquor License)
9. L'Esprit de Noël : 1re partie (The Christmas Spirit, Part 1)
10. L'Esprit de Noël : 2e partie (The Christmas Spirit, Part 2)
11. L'Assistant idéal (The Perfect Assistant)
12. Une affaire de famille (The Family Business)
13. Chasseur de fantômes (Ghost Hunter)
14. Le Corps de Trevor (Trevor's Body)
15. Un rencard mémorable (A Date to Remember)
16. Le Livre d'Isaac (Isaac's Book)
17. Un week-end en enfer (Weekend from Hell)
18. La Descendante d'Alberta (Alberta's Descendant)
19. Le Père fantôme de la mariée (Ghost Father of the Bride)
20. Le Couple le plus chaud de Woodstone (Woodstone's Hottest Couple)
21. Qui est l'assassin ? (Whodunnit)
22. L'Héritière (The Heir)

### Troisième saison (2024)
Composée de dix épisodes, elle a été diffusée entre le 15 février et le 2 mai 2024.
1. The Owl
2. Man of Your Dreams
3. He Sees Dead People
4. Halloween 3: The Guest Who Wouldn't Leave
5. The Silent Partner
6. Hello, Brother
7. The Polterguest
8. Holes Are Bad
9. The Traveling Agent
10. Isaac's Wedding

### Quatrième saison (2024-2025)
Composée de vingt-deux épisodes, elle est diffusée depuis le 17 octobre 2024.
1. Patience
2. Sam's Dad
3. Halloween 4: The Witch
4. The Work Retreat
5. A Star Is Dead
6. The Primary Source
7. Sad Farnsby
8. A Very Arondekar Christmas Part 1
9. A Very Arondekar Christmas Part 2
10. The Not-So-Silent Partner
11. Thorapy 2: Abandonment Issues
12. It's the End of the World as We Know It and What Were We Talking About?
13. Ghostfellas
14. Alexander Hamilton and the Ruffle Kerfuffle
15. The Bachelorette Party
16. St. Hetty's Day
17. His Girl Shiki
18. Smooching and Smushing
19. Pinkus Returns
20. I Know What You Did Thirty-Seven Summers Ago
21. Kyle
22. The Devil Went Down to Woodstone

### Cinquième saison (2025-2026)
Elle est prévue pour le 16 octobre 2025 sur CBS.